# Amira Chebli
Pour les articles homonymes, voir Chebli (homonymie).
Amira Chebli (arabe : أميرة شبلي) est une actrice et danseuse tunisienne.
Elle est notamment connue pour son rôle d'Amel dans la série télévisée Pour les beaux yeux de Catherine et de Hbiba dans la série télévisée Nouba.

## Biographie
Elle est diplômée de l'Institut supérieur des beaux-arts de Tunis. Elle travaille pour le cinéma, la télévision et le théâtre. Elle est également danseuse. Dans ses performances, elle mêle chorégraphie et improvisation : la danse orientale traditionnelle fusionne avec la danse contemporaine.
Amira Chebli a été militante à l'Union générale des étudiants de Tunisie. En 2006, elle participe aux premiers mouvements des blogueurs tunisiens. Durant la révolution de 2011, elle prend part à de nombreuses actions et manifestations à Tunis. En 2013, elle co-écrit avec Christophe Cotteret le documentaire Démocratie année zéro ; le film se veut un éclairage des événements survenus en Tunisie durant la révolution, à travers de multiples témoignages d'opposants et de révolutionnaires.

## Filmographie

### Cinéma

#### Longs métrages
- 2010 : Chronique d'une agonie[3] d'Ayda Ben Aleya
- 2015 : Dans la peau de Jilani Saadi
- 2017 : Tunis by Night d'Elyes Baccar : Aziza Ben Younes

#### Courts métrages
- 2009 : Le Secret[4] de Rocco Riccio
- 2011 : Soubresauts de Leyla Bouzid

### Documentaires
- 2013 :
  - Démocratie année zéro de Christophe Cotteret et Amira Chebli
  - Artistes en Tunisie de Serge Moati

### Télévision
- 2012 :
  - Pour les beaux yeux de Catherine de Hamadi Arafa, Rafika Boujday et Néjib Ayed : Amel
  -  El Icha Fan d'Amine Chiboub
- 2015 : Plus belle la vie (saison 11 : Prime : dette d'honneur)[5] de Didier Albert : Yasmina
- 2019-2020 : Nouba d'Abdelhamid Bouchnak, Omar Ben Ali, Dhafer Ben Mami et Fatma Nasser : Hbiba
- 2021 : El Foundou de Saoussen Jemni, Mohamed Ali Kamoun, Marwa Znaidi, Fadhel Ben Ammar, Yassine Ben Gamra et Khaled Seddik : sœur de Yahia

## Chorégraphies
- 2009 : 45° à l'ombre[6], création d'Amira Chebli, Abdesslem Jmel et Aly Mrabet
- 2010 : Touka : confusion émotive, création et interprétation
- 2013 : Impossible performance in situ, création et interprétation

## Théâtre
- 2015 : La vie est un songe ou Eddenya Mnéma, d'après La vie est un songe de Pedro Calderón de la Barca, mise en scène par David Bobée[7]

## Distinctions
- 2024 : Prix d'interprétation de la compétition nationale du Festival du court métrage de Clermont-Ferrand 2024 pour La Voix des autres[8]